# همسة الحايك
همسة الحايك ممثلة ومؤدِّية صوت سورية.

## عن حياتها
ابنة الفنان صالح الحايك عملت في مركز الزهرة للدبلجة، أدَّت الكثير من شخصيات الرسوم المتحركة (الإنمي)، وشاركت أيضًا في أداء الكثير من الشخصيات في المسلسلات المدبلجة. وأدَّت دور سالوني في المسلسل الهندي رحلة سالوني بأجزائه الأربعة، ودور كاش في المسلسل الهندي مطلوب حماة.

## أعمالها

### فيالتلسين(مسلسلات)
- مسلسل مد وجزر ( ميرا )
- رشا في المسلسل التركي الحب المستحيل
- يوباي في مسلسل السيف والرقعة الحاسمة
- جيني بينيت في فيلم بيت الوحش
- مسلسل رحلة سالوني
- مسلسل عودة مهند
- مسلسل على مر الزمان
- مسلسل سعيد وشورى (ليث ونورا )
- مسلسل حريم السلطان (القرن العظيم )
- مسلسل فديه (فديه)
- مسلسل قبول (اوميره)
- مسلسل سيلا (سيلا)
- رفيف في مسلسل زواج مصلحة
- حياة في مسلسل الحب لا يفهم الكلام
- مسلسل ملوك النار
- مسلسل لحن الانتقام ( ميلي )
- مسلسل أحلام مراهقتين (سميرة)
- مسلسل خفايا القلوب ( ببيتا )
- مسلسل ثلاثة قروش

### في دوبلاج الأنمي و الكرتون
- إيداتين جمب - سمر وصبا ومزنا وشامل
- شينوبي - ايجا أوبورو "الحلقات 5 - 24.
- أرض الخيول - موري
- قتال الطيف - كيتشومارو / شيلوري.
- شعلة ريكا
- أبطال الكرة الجزء الأول، منى - رامي (الصوت الثاني) كامل
- كوغاني كاورو
- ليريا
- كاي
- أدَّت شارة حروف السكَّر
- بارني والأصدقاء
- ريف

## روابط خارجية
- همسة الحايك على موقع قاعدة بيانات الأفلام العربية